# Tachyporini
Tachyporini – plemię chrząszczy z rodziny kusakowatych i podrodziny Tachyporinae.

## Taksonomia
Takson wprowadzony został w 1858 roku przez Thomsona. Rodzajem typowym jest Tachyporus.

## Opis
Przedstawiciele plemienia mają krawędzie przyszwowe pokryw proste, a sam szew niewyniesiony, czym różnią się od Tachyporinae z plemienia Mycetoporini.

## Rozprzestrzenienie
Plemię kosmopolityczne, znane ze wszystkich krain zoogeograficznych. W Polsce występują gatunki z rodzajów Cilea, Coproporus, Lamprinodes, Lamprinus, Sepedophilus, Tachinus i Tachyporus.

## Systematyka
Zalicza się tu następujące rodzaje:
- Agathidioporus Scheerpeltz, 1957
- Austrotachinus Steel, 1956
- Cilea Jacquelin du Val, 1856
- Cileoporus Campbell, 1949
- Coproporus Kraatz, 1857
- Coprotachinus Cameron, 1933
- Euconosoma Cameron, 1918
- Lamprinodes Luze, 1901
- Lamprinus Heer, 1839
- Leucotachinus Coiffait et Saiz, 1968
- Nitidotachinus Campbell, 1993
- Olophrinus Fauvel, 1895
- Paracilea Watanabe et Shibata, 1972
- Pseudotachinus Cameron, 1932
- Sepedophilus Gistel, 1856
- Tachinomorphus Kraatz, 1859
- Tachinoporus Cameron, 1928
- Tachinoproporus Cameron, 1928
- Tachinus Gravenhorst, 1802
- Tachyporus Gravenhorst, 1802
- Termitoplus Silvestri, 1946